# Van Vleck (Texas)
Van Vleck es un lugar designado por el censo (en inglés, census-designated place, CDP) ubicado en el condado de Matagorda, Texas, Estados Unidos. Según el censo de 2020, tiene una población de 1923 habitantes.

## Geografía
La localidad está ubicada en las coordenadas 29°1′41″N 95°53′4″O / 29.02806, -95.88444 (29.028133, -95.884566). Según la Oficina del Censo de los Estados Unidos, Van Vleck tiene una superficie total de 18.93 km², de la cual 18.87 km² corresponden a tierra firme y 0.06 km² es agua.

## Demografía
Según el censo de 2020, hay 1923 personas residiendo en Van Vleck. La densidad de población es de 105.62 hab./km². El 60.11% son blancos, el 10.76% son afroamericanos, el 0.57% son amerindios, el 0.16% son asiáticos y el 10.56% son de dos o más razas. Del total de la población, el 33.80% son hispanos o latinos de cualquier raza.